# Komazawa-Stadion
Das Komazawa-Stadion (japanisch 駒沢オリンピック公園総合運動場陸上競技場 Komazawa Orimpikku Kōen Sōgō Undōjō Rikujō Kyōgijō, deutsch ‚Gemeinsamer Sportplatz und Sportstadion Olympiapark Komazawa‘) ist ein Fußballstadion mit einer achtspurigen Leichtathletikanlage im Bezirk Setagaya der japanischen Hauptstadt Tokio in der gleichnamigen  Präfektur. Es ist Teil des Olympiaparks Komazawa und wird gegenwärtig hauptsächlich für Amateur- und Frauenfußballspiele, aber auch für Rugby- und American-Football-Spiele sowie Leichtathletikveranstaltungen genutzt. Die Sportanlage bietet heute 20.010 Plätze, darunter 20 rollstuhlgerechte Plätze.
Auf dem Gelände sollte ein Olympiapark für die Olympischen Sommerspiele 1940 entstehen. Durch den Zweiten Weltkrieg fanden die Spiele aber nicht statt. 24 Jahre später beheimatete das Komazawa-Stadion einige Vorrundenspiele des Fußballturniers der Olympischen Sommerspiele 1964. Auch einige Partien der J1 League, J2 League, des J. League Cup und des Kaiserpokals (einschließlich der Endspiele 1965 und 1966) wurden hier ausgetragen. Eine feste Heimmannschaft als Nutzer besitzt die Sportanlage aber nicht. Das Stadion ist in seiner ursprünglichen Form ohne Flutlichtanlage erhalten geblieben. Ein Teil der Haupttribüne wird durch ein Dach in Form von Blütenblättern bedeckt.